# Застенка (Тернопольская область)
Застенка (укр. Застінка) — село в Великогаевской сельской общине Тернопольского района Тернопольской области Украины.
Население по переписи 2001 года составляло 389 человек. Почтовый индекс — 47742. Телефонный код — 352.